# MartiniPlaza
Die MartiniPlaza (zuvor Martinihal Groningen) ist eine Mehrzweckhalle in der niederländischen Stadt Groningen der gleichnamigen, nordöstlichen Provinz. Die Arena mit 4350 Plätzen wird vorwiegend für Sportveranstaltungen, Konzerte, Messen und Theateraufführungen genutzt. Der Basketballclub Donar Groningen trägt seine Heimspiele im MartiniPlaza aus.
2022 war die Halle, neben dem Ziggo Dome in Amsterdam, Austragungsort der Futsal-Europameisterschaft.
Musiker und Bands wie The Jackson Five, Chris de Burgh, UB40, Joe Cocker, B. B. King, Joe Bonamassa, Bill Wyman und Bryan Ferry traten in der Halle auf.